# Villa Santa Lucia (Marseille)
La villa Santa Lucia est une villa construite en 1860 située dans le quartier du Roucas-Blanc, dans le 7e arrondissement de Marseille, en France. Elle était la maison de la famille MULLOT de 1887 à 1905. Celle que l'on l'appelait alors "la Maison Blanche",était ornée de grottes, bassins et de terrasses sur plusieurs niveaux face à la mer. En  1894, elle bénéficiera du savoir faire du célèbre rocailleur Gaspard Gardini. Elle sera  plusieurs fois vendue et Mme Khan la rebaptisera "la  Meunière" en 1922. C'est en 1984 que ses nouveaux propriétaires lui donneront l'appellation "la villa Santa Lucia". Ce bijou du patrimoine marseillais  est inscrit au titre des monuments historiques par arrêté  préfectoral du 2 novembre 2015.
Cette villa située 60, traverse Nicolas fait l’objet d’une inscription au titre des monuments historiques à partir du 2 novembre 2015.
Le 20 juillet 2020, l'inscription est substituée  à un classement au titre des monuments historiques.